# Virginia Coffman
Virginia Coffman (* 30. Juli 1914 in San Francisco; † 31. März 2005 in Reno) war eine US-amerikanische Schriftstellerin. Sie arbeitete lange Zeit als Drehbuchautorin für verschiedene Hollywood-Studios (unter anderem für RKO und die Columbia Studios) und TV-Sender. In dieser Zeit verkörperte sie schauspielerisch selbst einige ihrer Drehbuchrollen. Ab Ende der 1950er Jahre begründete sie ihren Ruhm als freiberufliche Schriftstellerin mit ihren ersten Mystery-Romanen.

## Wirken als Schriftstellerin
Ab dem Jahre 1959 arbeitete Coffman hauptsächlich als Schriftstellerin und verfasste bis zu ihrem Tode an die neunzig Werke aus verschiedensten Genres: Krimis, Western, Frauen-Krimis und Gruselromane; all ihre Werke zeichnet ein Hang zu starker Romantik (Gothic Novel) aus, die in einem gewissen Gegensatz zu dem aufgeklärten Verhalten der Protagonisten steht. Einige ihrer Bücher haben einen Einschlag ins Phantastische, meist hat das „Gespenstische“ in ihren Büchern realen (oft kriminellen) Ursprung und erweist sich als Machenschaften negativer Charaktere. Coffmans Literatur steht in einer gewissen Tradition zu dem Werk von Daphne du Maurier. Neben überwiegend eigenständigen, abgeschlossenen Romanen verfasste die Autorin zwei Romanzyklen, nämlich Moura und Devil’s Cove.
Virginia Coffman hat in der Absicht auf eine präzise Darstellung häufig die Orte bereist, die sie später zum Schauplatz ihrer Romane zu machen gedachte. So führten sie ihre Reisen kreuz und quer durch ganz Amerika, und sie unternahm auch ausgedehnte Reisen nach Europa (u. a. Spanien und Frankreich).

## Bedeutende Werke
Zu den bekanntesten Werken Virginia Coffmans zählen die Romane Demon Tower (dt. Der Turm der Dämonen, erschienen bei Heyne) von 1966 und Das Dorf der Verfluchten (Wilhelm Heyne Verlag, München, 1972). Während im Turm der Dämonen die Heldin, eine Schlosserbin, mit dem durch kriminelle Machenschaften hervorgerufenen drohenden Wahnsinn kämpft, gerät die amerikanische Hauptakteurin in Das Dorf der Verfluchten auf einer Spanienreise in die Hände einer unheimlichen Sekte. Die Werke von Virginia Coffman wurden seit den sechziger Jahren häufig bei Heyne veröffentlicht und fanden gerade in der Reihe der Heyne Romantic Thriller einen passenden Rahmen. Gelegentlich erfährt das eine oder andere ihrer Werke, besonders jedoch Der Turm der Dämonen, auch heute noch eine Neuauflage, zuletzt der ebenfalls sehr bekannte Roman Blumen der Angst.

## Reputation als Schriftstellerin
Virginia Coffman wurde 1990 in die Hall of Fame of the Nevada Writers (University of Nevada, Reno) aufgenommen und war sowohl Mitglied der Authors League of America als auch der Mystery Writers Guild of America. Aufgenommen wurde sie ferner in die Listen Who’s Who of American Women und Who’s Who in the West. Die Autorin hatte den Ruf, in den sechziger Jahren den bedeutendsten Einfluss auf den Gothic-Hype jener Zeit ausgeübt zu haben und wird dementsprechend in ihrer Heimat heute noch als „Queen of Gothic Horror“ bezeichnet. Coffmans Werke wurden in viele Sprachen übersetzt, u. a. ins Italienische, Deutsche, Französische und Russische. Ihre Bücher gibt es als Special Editions und einzelne ihrer Werke wurden (in den Vereinigten Staaten) inzwischen auch als Hörbücher vertont.

## Pseudonyme Virginia Coffmans
Einige Werke der Autorin wurden unter folgenden Pseudonymen veröffentlicht: Kay Cameron, Victor Cross, Jeanne Duval, Virginia C. Du Vaul, Diana Saunders, und Ann(e) Stanfield.

## Links zur Autorin und ihren Werken
- http://www.fantasticfiction.co.uk/c/virginia-coffman/ (Umfangreiche Liste der Bücher der Autorin mit vielen Titelbildern)
- http://www.library.unr.edu/friends/hallfame/coffman.html (Nevada Writers Hall of Fame)